# Bistum El Alto
Das Bistum El Alto (lateinisch Dioecesis Altana, spanisch Diócesis de El Alto) ist eine in Bolivien gelegene römisch-katholische Diözese mit Sitz in El Alto.

## Geschichte
Das Bistum El Alto wurde am 25. Juni 1994 aus Gebietsabtretungen des Erzbistums La Paz errichtet und diesem als Suffraganbistum unterstellt. Erster Bischof wurde der Salesianer Jesús Juárez Párraga.

## Bischöfe
- Jesús Juárez Párraga SDB, 1994–2013, dann Erzbischof von Sucre
- Eugenio Scarpellini, 2013–2020
- Giovani Edgar Arana, seit 2021